# Traktaat van Venlo

Het hertogdom Gelre en het graafschap Zutphen rond 1350

Het Verdrag van Venlo van 7 september 1543, ook wel de Pacificatie van Venlo genoemd, bezegelde het einde van de zelfstandigheid van het hertogdom Gelre. Hertog Willem de Rijke van Kleef en Gulik moest zijn aanspraken op Gelre en het daartoe behorende graafschap Zutphen opgeven ten gunste van keizer Karel V, die het gebied bij zijn Nederlandse bezittingen voegde.
Hiermee kwam tevens een einde aan de Gelderse Oorlogen, die in 1502 waren begonnen en waarin de hertogen van Gelre, eerst Karel van Gelre en later Willem van Gulik, gesteund door de Fransen, tegenover Karel V stonden. Willem behield bij het verdrag het aanvankelijk eveneens door de Habsburgers bezette Gulik (waartoe ook Tegelen, Sittard, Born en Susteren behoorden) en Kleef. Hij diende het katholieke geloof te behouden.